# Eugène Chaperon
Charles Eugène Chaperon (Parigi, 7 febbraio 1857 – Parigi, 27 dicembre 1938) è stato un pittore francese.
Figlio di Philippe Chaperon, fu allievo di Isidore Pils ed Édouard Detaille. Era noto soprattutto per i suoi dipinti a tema militare, ottenendo un grande successo nel 1880 con il dipinto All'alba, in cui ricreò la battaglia di Patay.

## Galleria d'immagini

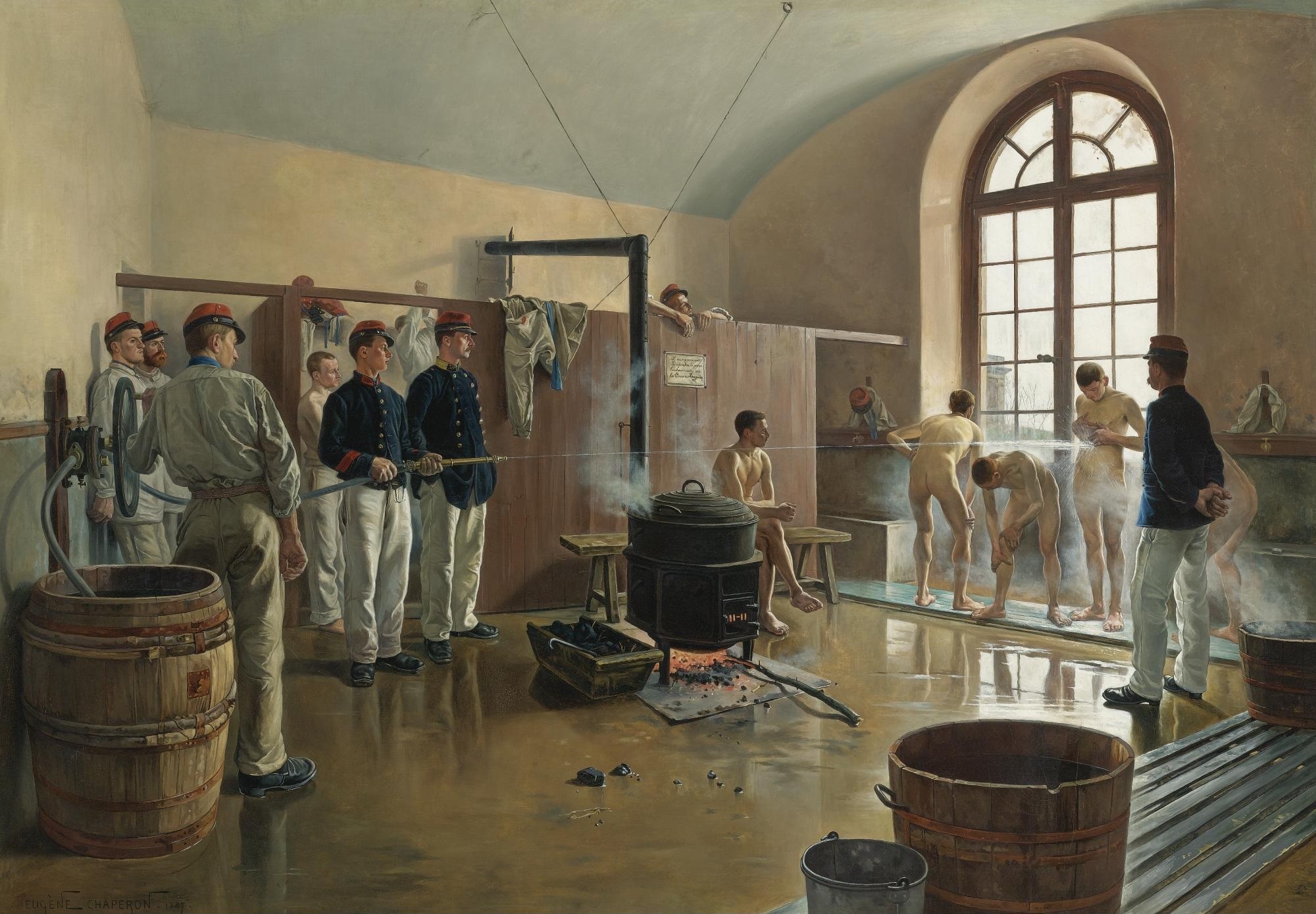
La doccia al reggimento (1987)